# خشاب ناتو

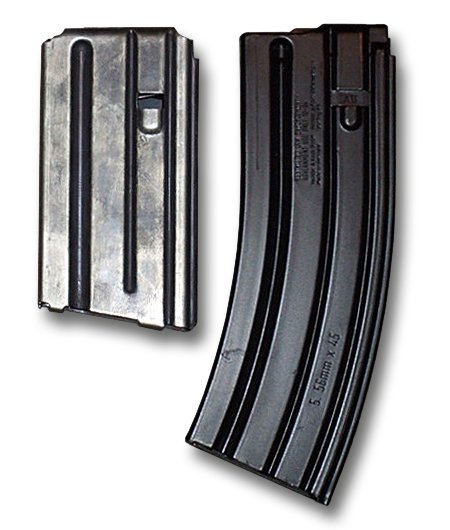
دو نمونه خشاب ناتو

خشاب ناتو یا خشاب STANAG نوعی خشاب سلاح گرم قابل جدا شدن است که در اکتبر ۱۹۸۰ توسط ناتو پیشنهاد شده‌است. اندکی پس از پذیرش ناتو از فشنگ‌ها با کالیبر ۵٫۵ میلیمتری ناتو، پیش نویس موافقت نامه استانداردسازی (STANAG) به شماره ۴۱۷۹ در سازمان پیمان آتلانتیک شمالی پیشنهاد شد تا اعضای ناتو به راحتی بتوانند مهمات تفنگ و خشاب‌های مناسب و استاندارد شده را به سطح سربازان اختصاص دهند. خشاب اسلحه ام۱۶ ایالات متحده برای به عنوان معیار استانداردسازی در نظر گرفته شد. بسیاری از اعضای ناتو (اما نه همه آنها) متعاقباً اسلحه‌هایی با توانایی پذیرش این نوع خشاب تولید و خریداری کردند. اما این استاندارد هرگز تصویب نشده و همچنان به صورت پیش نویس باقی مانده‌است.